# HTTP認証
HTTP認証とは、HTTPの通信の中で認証を行うことである。オリジンまたはプロキシサーバーに対して認証を行う枠組みがRFC 9110の中で規定されており、これを用いることをHTTP認証という。

## ステータス・レスポンス
HTTPでは、認証に関することして以下のものが定義されている。
- オリジンとの認証処理
  - ステータスコード401 Unauthorized
  - HTTPレスポンスヘッダーWWW-Authenticate
  - HTTPリクエストヘッダーAuthorization
- プロキシサーバーとの認証処理
  - ステータスコード407 Proxy Authentication Required
  - HTTPレスポンスヘッダーProxy-Authenticate
  - HTTPリクエストヘッダーProxy-Authorization

なお、認証は通ったものの、アクセス制御として対象のリソースへのアクセスが許可されていない場合は、応答として403 Forbiddenを用いる。

## 認証スキーム
前述のリクエストヘッダー・レスポンスヘッダーの上で、様々な認証方式を使用できる。個々の認証方式を認証スキーム(authentication scheme)と呼ぶ。
例えば以下のような認証スキームが存在する。
Basic
Basic認証。
Digest
Digest認証。
Bearer
Bearerトークンを用いるベアラー認証。
Negotiate
ネゴシエート認証。SPNEGOによる統合Windows認証。RFC 4178で規定。
認証スキームはIANAがHypertext Transfer Protocol (HTTP) Authentication Scheme Registryとして管理している。一方で、NTLMやAWS4-HMAC-SHA256のように登録されずに使われているものもある。